# Andrey Valiguras
Andrey Valiguras (ukrainisch Андрій Валігурас Andrij Walihuras; * in Nowa Odessa, Ukraine) ist ein litauisch-ukrainischer Opernsänger (Bass).

## Leben
Andrey Valiguras erhielt seine Gesangsausbildung in Kiew.
Er gehörte ab dem Jahr 2001, nach seinem Studium, zum Ensemble der Staatsoper Odessa. 2003 kam er nach Deutschland und gehörte von 2003 bis 2007 zum Ensemble des Theaters Hagen. Von 2007 bis 2012 sang er am Oldenburgischen Staatstheater. Er singt Fachpartien als schwerer Spielbass und seriöser Bass, darunter Mephisto in Mefistofele, Dikoj in Katja Kabanowa, der Goldhändler in Cardillac und Ramfis in Aida. In der Spielzeit 2012/13 sang er den Commendatore in Don Giovanni am Theater Vorpommern. Im Sommer 2013 war Andrey Valiguras als Il Ré in Aida auf Tournee in Deutschland und Frankreich. 2014 und 2015 sang er an der Kammeroper Hamburg im da-Ponte-Zyklus alle Mozart-Bass-Partien.
Seit Beginn der Spielzeit 2016/2017 ist Andrey Valiguras festes Ensemblemitglied am Theater Vorpommern. Hier sang er die Rollen des Zuniga in Carmen, Tom / Silvano in Ein Maskenball, Mephisto in Faust, Hermann in Tannhäuser und der Sängerkrieg auf Wartburg und als Bischof von Basingstoke in Jekyll & Hyde.